# Бербешть (Марамуреш)
Бербешть, Бербешті (рум. Berbești) — село у повіті Марамуреш в Румунії. Входить до складу комуни Джулешть.
Село розташоване на відстані 414 км на північний захід від Бухареста, 33 км на північний схід від Бая-Маре, 121 км на північ від Клуж-Напоки.

## Населення
За даними перепису населення 2002 року у селі проживали 1535 осіб, з них 1534 особи (99,9%) румунів. Усі жителі села рідною мовою назвали румунську.